# Senkichi Taniguchi
Pour les articles homonymes, voir Taniguchi.
Senkichi Taniguchi (谷口 千吉, Taniguchi Senkichi), né le 19 février 1912 et mort le 29 octobre 2007, est un réalisateur et scénariste japonais.

## Biographie
Senkichi Taniguchi, né à Tokyo le 19 février 1912, est le plus jeune d'une famille de onze enfants. Il fait ses études à l'université Waseda, travaille dans une compagnie de théâtre avant de rejoindre la P.C.L. (Laboratoire photochimique de Tokyo) en 1933 qui deviendra la Tōhō en 1937.

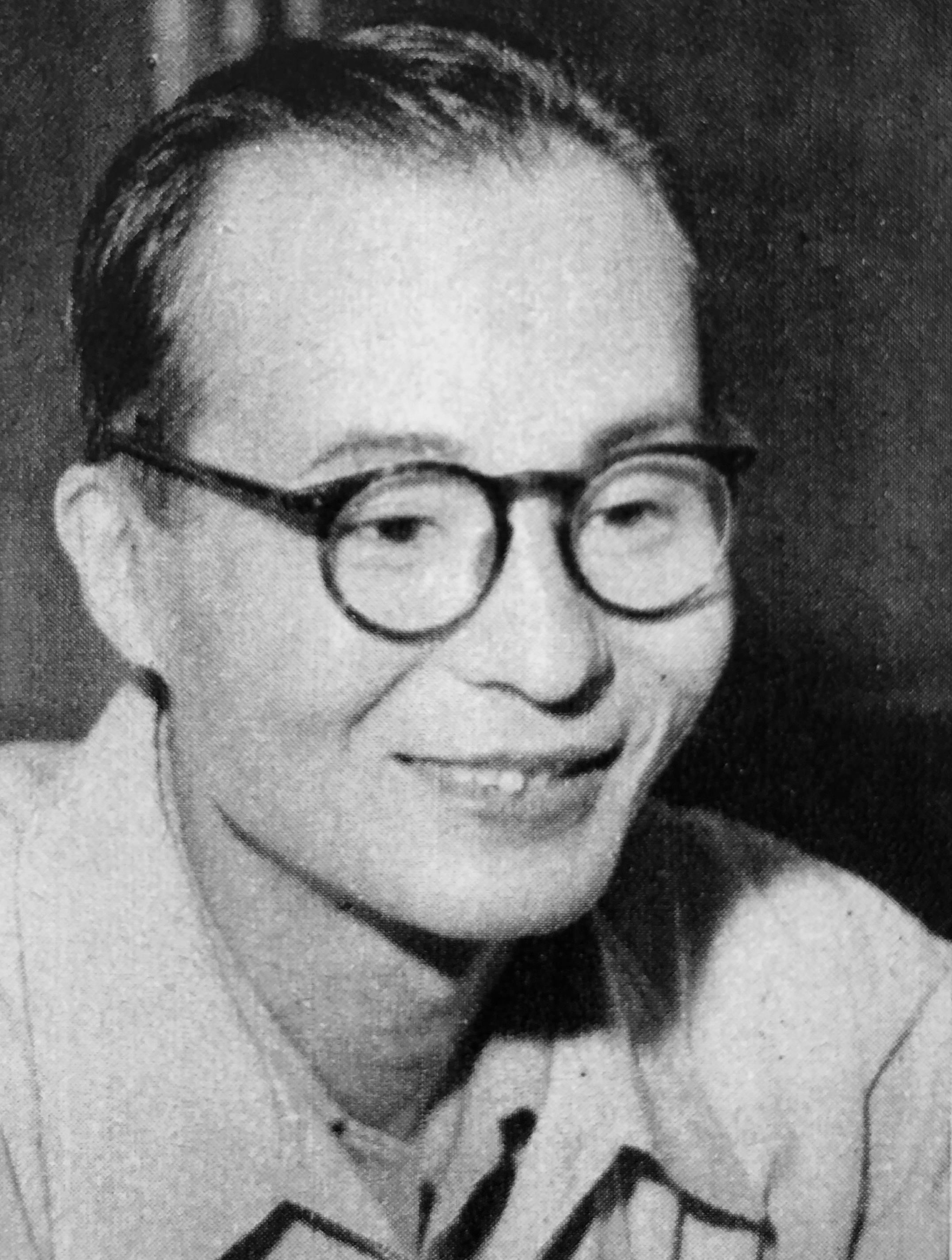
Senkichi Taniguchi en 1954.

La carrière de Senkichi Taniguchi a quelque peu été éclipsée par celle de son collègue et mentor, Akira Kurosawa. Tous deux se sont connus dans les années trente alors qu'ils étaient assistants réalisateurs de Kajirō Yamamoto à la P.C.L.. Les deux hommes collaborent sur de nombreux projets, Akira Kurosawa est notamment l'auteur des scénarios de La Montagne d'argent (1947), de Jakoman no Tetsu (1949), du Déserteur de l'aube (1950), d'Ai to nikushimi no kanata e (1951) et de Fukeyo harukaze (1953), à l'inverse Senkichi Taniguchi a travaillé au scénario de Le Duel silencieux (1949) d'Akira Kurosawa.
Son film Kokusai himitsu keisatsu: Kagi no kagi (1965) a la particularité d'avoir servi de base à Lily la tigresse (1966) de Woody Allen. Ce dernier détourne les images du film de Senkichi Taniguchi pour en faire un nouveau montage et y adjoint des dialogues comiques en anglais.
Marié puis divorcé d'avec la scénariste Yōko Mizuki et l'actrice Setsuko Wakayama (de 1949 à 1956), il se remarie une troisième fois en 1957 avec l'actrice Kaoru Yachigusa. Il meurt à Tokyo le 29 octobre 2007 d'une pneumonie.
Senkichi Taniguchi a réalisé 36 films et écrit vingt scénarios entre 1938 et 1971.

## Filmographie

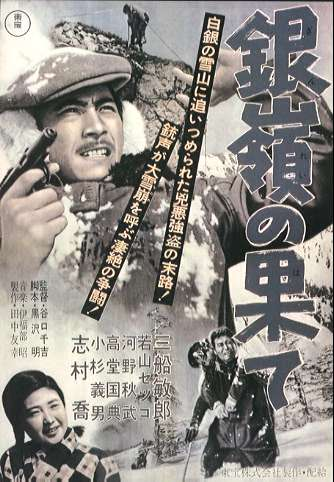
Affiche japonaise de La Montagne d'argent (1947).

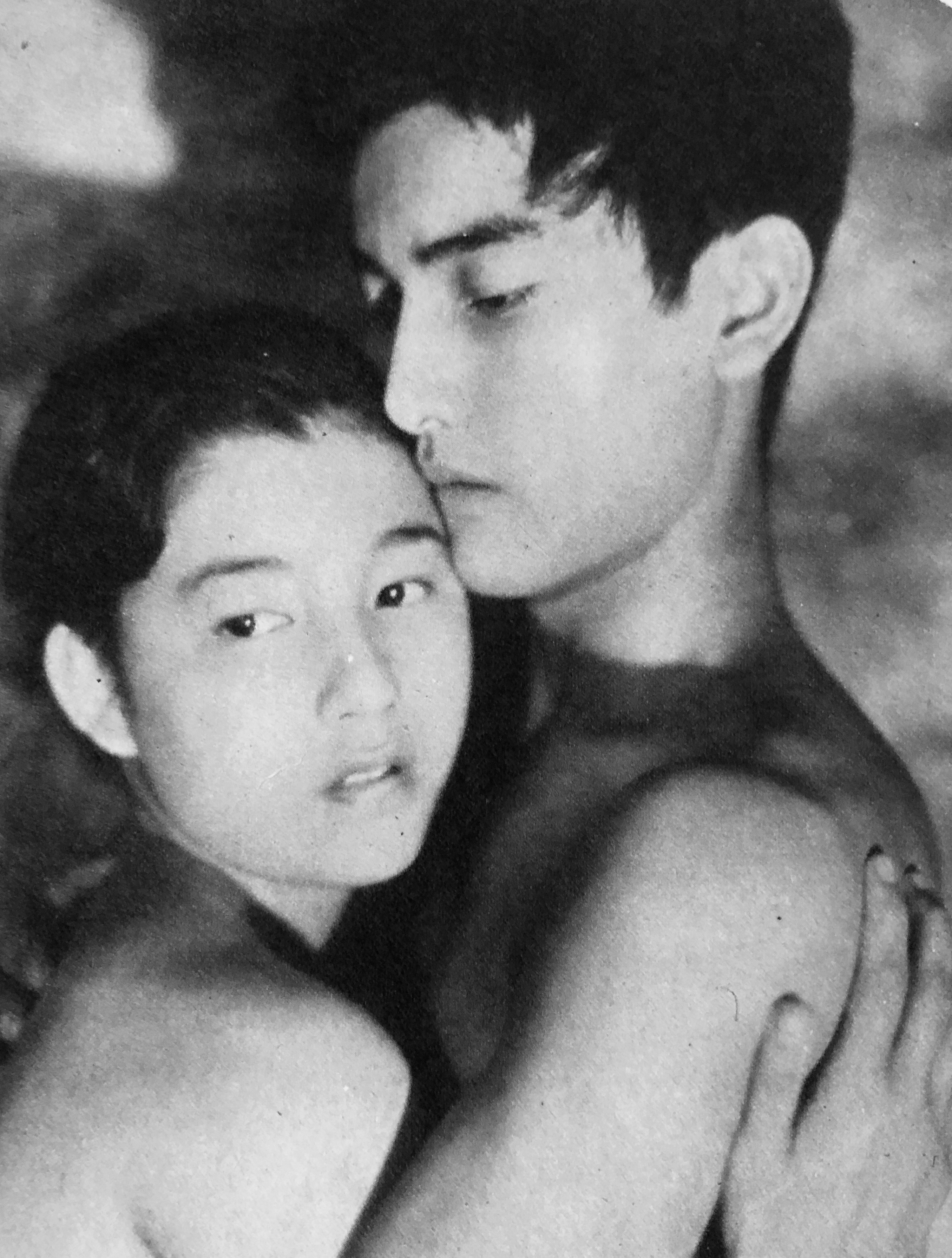
Kyōko Aoyama et Akira Kubo dans Shiosai (1954).

Sauf indication contraire, la filmographie de Senkichi Taniguchi est établie à partir de la base de données JMDb.

### Réalisateur
- 1946 : Tōhō shōbōto (東宝ショウボート?)
- 1947 : La Montagne d'argent (銀嶺の果て, Ginrei no hate?)
- 1949 : Jakoman to Tetsu (ジャコ萬と鉄?)
- 1950 : Le Déserteur de l'aube (暁の脱走, Akatsuki no dassō?)[6]
- 1950 : Ma no ōgon (魔の黄金?)
- 1951 : Ai to nikushimi no kanata e (愛と憎しみの彼方へ?)
- 1951 : Dare ga watashi o sabaku no ka (誰が私を裁くのか?)
- 1951 : Shi no dangai (死の断崖?)
- 1952 : Muteki (霧笛?)
- 1952 : Gekiryū (激流?)
- 1953 : Fukeyo harukaze (吹けよ春風?)
- 1953 : Yoru no owari (夜の終り?)
- 1953 : Akasen kichi (赤線基地?)
- 1954 : Shiosai (潮騒?)
- 1955 : Sanjūsangōsha ōtō nashi (３３号車応答なし?)
- 1956 : Rangiku monogatari (乱菊物語?)
- 1956 : Kuroobi sangokushi (黒帯三国志?)
- 1956 : Furyō shōnen (不良少年?)
- 1956 : Hadachi no seishun (裸足の青春?)
- 1957 : Arashi no naka no otoko (嵐の中の男?)
- 1957 : Saigo no dassō (最後の脱走?)
- 1957 : Haruka naru otoko (遙かなる男?)
- 1960 : Kunisada Chūji (国定忠治?)
- 1960 : Otoko tai otoko (男対男?)
- 1961 : Kurenai no umi (紅の海?)
- 1962 : Kurenai no sora (紅の空?)
- 1962 : Yamaneko sakusen (やま猫作戦?)
- 1963 : Dokuritsu kikanjūtai imada shagekichū (独立機関銃隊未だ射撃中?)
- 1963 : Le Défi des géants (大盗賊, Daitōzoku?)
- 1965 : Kokusai himitsu keisatsu: Kagi no kagi (国際秘密警察 鍵の鍵?)
- 1965 : Baka to hasami (馬鹿と鋏?)
- 1966 : Les Aventures de Takla Makan (奇巌城の冒険, Kigan-jō no bōken?)
- 1967 : Kokusai himitsu keisatsu: Zettai zetsumei (国際秘密警察 絶体絶命?)
- 1968 : Kamo to negi (カモとねぎ?)
- 1971 : Koshiki chohenron kiroku eiga: Nihon bankokuhaka (公式長編記録映画 日本万国博?) (documentaire)
- 1975 : Asante sana/Waga itochino Tanzania (アサンテ サーナ／わが愛しのタンザニア?)

### Scénariste
- 1949 : Le Duel silencieux (静かなる決闘, Shizukanaru ketto?) d'Akira Kurosawa
- 1957 : Tsuma koso waga inochi (妻こそわが命?) de Kōzō Saeki
- 1964 : Jakoman to Tetsu (ジャコ萬と鉄?) de Kinji Fukasaku